# Karel Doormanplein
Het Karel Doormanplein is een plein in Amsterdam-West, buurt Landlust.

## 1910-2010
Net als de wijde omtrek rondom Landlust was dit eeuwenlang agrarisch gebied. Dat wijzigde in 1910 toen de gemeente Sloten hier bebouwing plande aan de Houtmanstraat. Bebouwing kwam er alleen aan het begin, de latere Willem de Zwijgerlaan en eind, de Admiraal de Ruijterweg. Sloten kwam hier eigenlijk niet aan echte bebouwing toe, want in 1921 slokte de gemeente Amsterdam Sloten op, zo ook dit gebied. Omdat Amsterdam al een Houtmanstraat had, werd de naam gewijzigd naar Zeven Provinciënstraat. De wijk die Amsterdam hier bouwde in de jaren twintig kreeg straatnamen die verwezen naar admiralen zoals Tjerk Hiddes de Vries, Gerard Callenburgh en Jan den Haen. De Zeven Provinciën vormde(n) het “land”  waarvoor zij streden. Op 9 oktober 1946 besloot de gemeente Amsterdam de straat te vernoemen naar Karel Doorman, schout-bij-nacht omgekomen tijdens de Slag in de Javazee in 1942. 
De straat kreeg voor het grootste deel portiekwoningen, maar voor een deel in het midden werd een stuk gereserveerd voor scholen; de wijk was na oplevering zeer kinderrijk. Deze scholen stonden voor wat adres betreft merendeels aan de zijstraten; achter deze scholen bevonden zich de speelplaatsen op het zuiden als ook een speeltuin. Toen de kinderen waren opgegroeid en vertrokken werden de scholen gesloopt, geen rekening houdende met de nieuwe generatie ouders met kinderen die even later de wijk introk. De scholen werd afgebroken en vervangen door een buurthuis ('t Landhuis) en integraal kindcentrum, waaraan later weer een school werd gekoppeld.
Tijdens die vernieuwingsslag tijdens de beginjaren negentig kreeg die ontstane open ruimte een nieuwe naam Karel Doormanplein. Een geheel nieuwe bevolkingsgroep trok de wijk in, waarmee de “oude bevolkingsgroep” geen contact wilde en/of kreeg. Het resulteerde in soort een no-go area met bijbehorende problematiek, overlastgevende jongeren, hangjongeren en drugsgerelateerde criminaliteit.

## 2010 en verder
Onder aanvoering van stadsdeelvoorzitters Martien Kuitenbrouwer en Ahmed Marcouch werden maatregelen genomen om de veiligheid te verhogen en de wijk meer cohesie te geven. Voor het plein (dat vermoedelijk pas in 2014 haar naam kreeg) betekende het dat struiken verdwenen, noodscholen werden afgebroken en speeltoestellen van over de datum werden vervangen door nieuwe. Onder ontwerp van gemeentelijke stedenbouwkundige Berit van Hulst en Bart van der Zwan werd het plein overzichtelijker gemaakt en kwam er behalve een fontein ook een speelveld van de Richard Krajicek Foundation. Alle maatregelen ten spijt bleef het noodzakelijk om het plein in de gaten te houden met cameratoezicht (verlengd in 2017). 

## Gebouwen
Over het plein staan verspreid drie gebouwen met adressen aan andere straten:
- Het elektriciteitshuisje staat officieel op de Tjerk Hiddes de Vriesstraat, maar staat wel op het plein. Het 12 m² grote huisje dateert uit 1935 en valt op door haar metselverband;
- buurtcentrum ’t Landhuis (2013-2015), adres aan de Gerard Callenburghstraat, gerenoveerd onder leiding van Hoope en Plevier Architecten; het huis moest aangepast worden in het kader van de overzichtelijkheid; het gebouw had voor de renovatie de bijnaam De bunker.[2]
- kindcentrum De Vindplaats, adres de Jan den Haenstraat werd gebouwd vanaf maart 2021 tot augustus 2022 naar een ontwerp van Valtos Architecten; het kwam op de plaats van Narcis-Queridoschool.[3]

## Kunst
Er zijn twee uitingen van kunst op het plein. Ten eerste is er een grondtekening (aangegeven is waar je moet staan), ten tweede het beeld merk van De vindplaats aan de gevel.

## Afbeeldingen

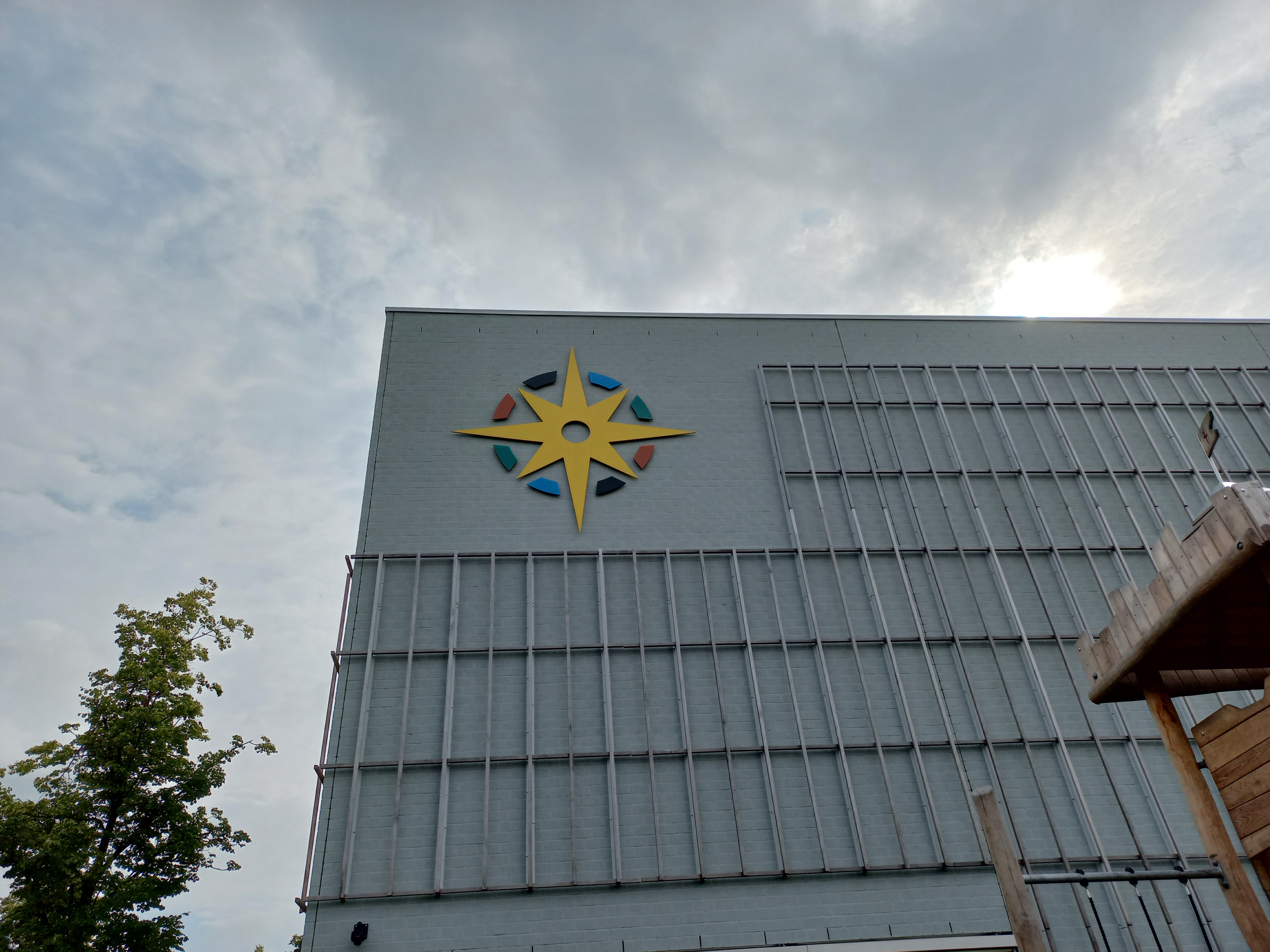
Beeldmerk De vindplaats (augustus 2023)
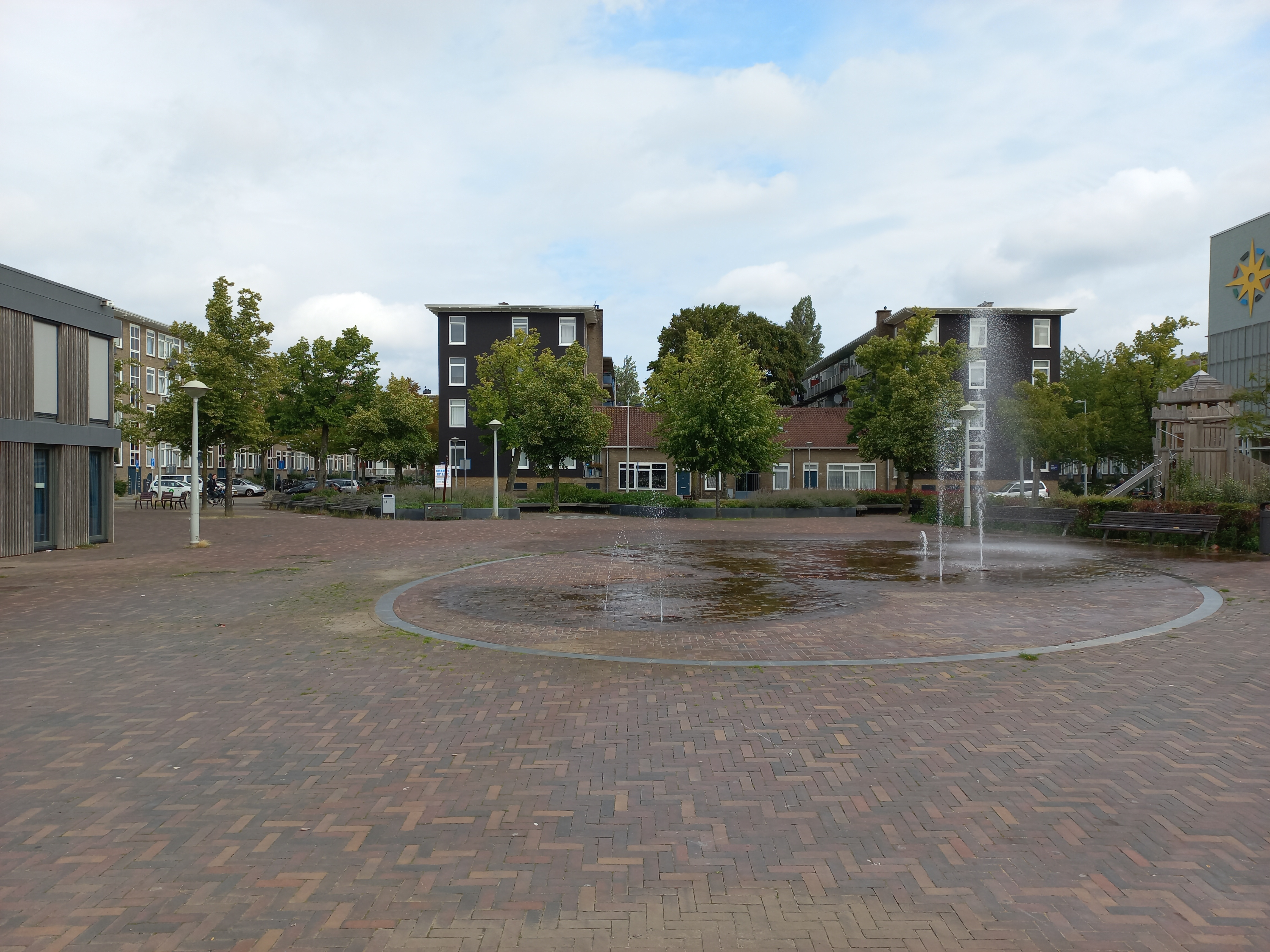
Fontein (augustus 2023)
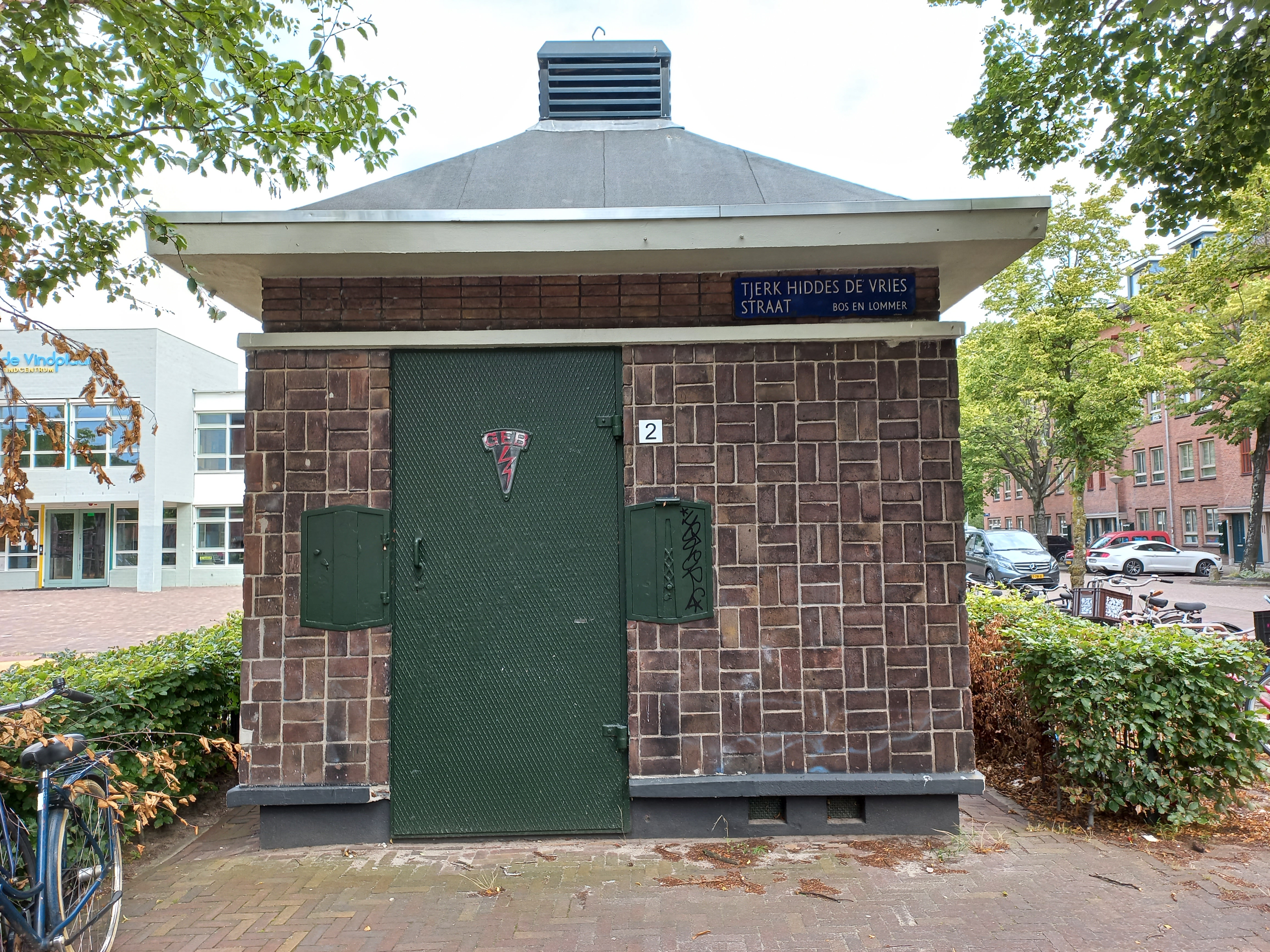
Elektriciteitshuisje (augustus 2023)
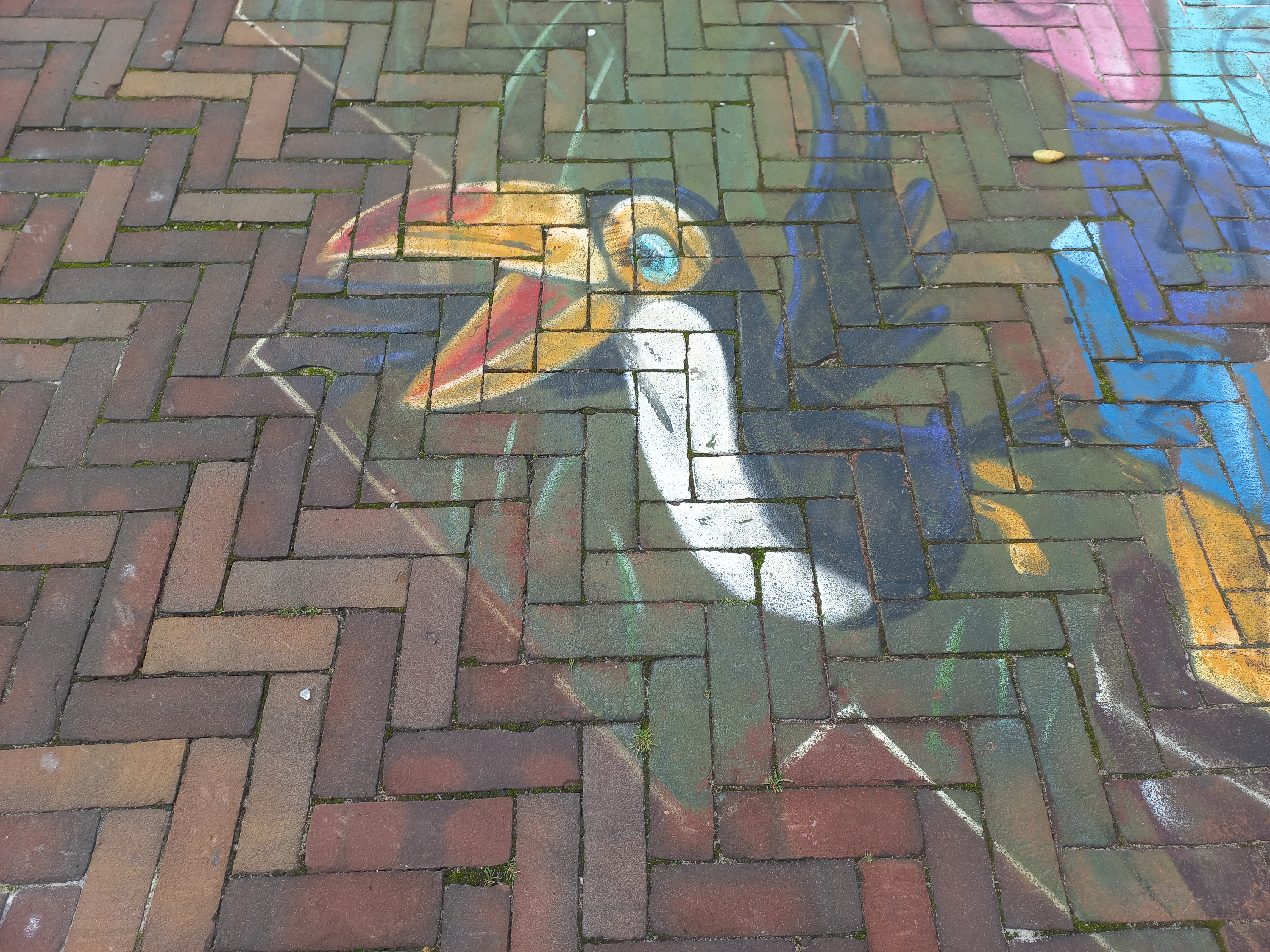
Detail van de grondtekening (augustus 2023)
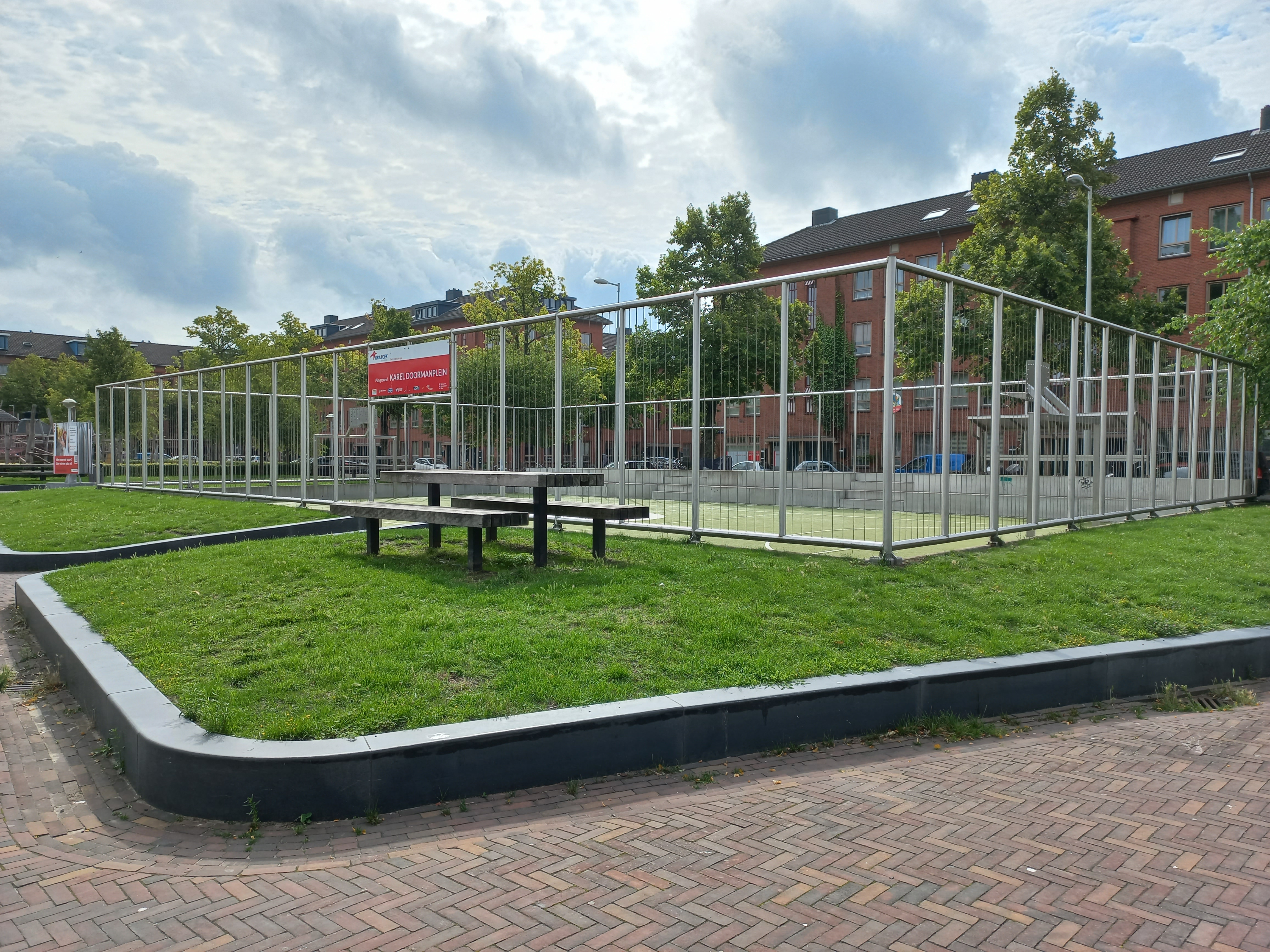
Sportveldje (augustus 2023)